# SpiderTech-C10
El SpiderTech-C10, (codi UCI: SPI) va ser un equip ciclista professional canadenc que competí de 2008 a 2012. De 2008 a 2010 va tenir categoria Continental i els següents dos anys Continental professional.

## Principals victòries
- Gran Premi dels Marbrers: Kevin Lacombe (2010)
- Univest Grand Prix: Ryan Roth (2011)
- Gran Premi de la vila de Zottegem: Svein Tuft (2011)
- Tro Bro Leon: Ryan Roth (2012)
- Tour d'Elk Grove: François Parisien (2012)

### Grans Voltes
- Tour de França
  - 0 participacions

- Giro d'Itàlia
  - 0 participacions

- Volta a Espanya
  - 0 participacions

## Classificacions UCI

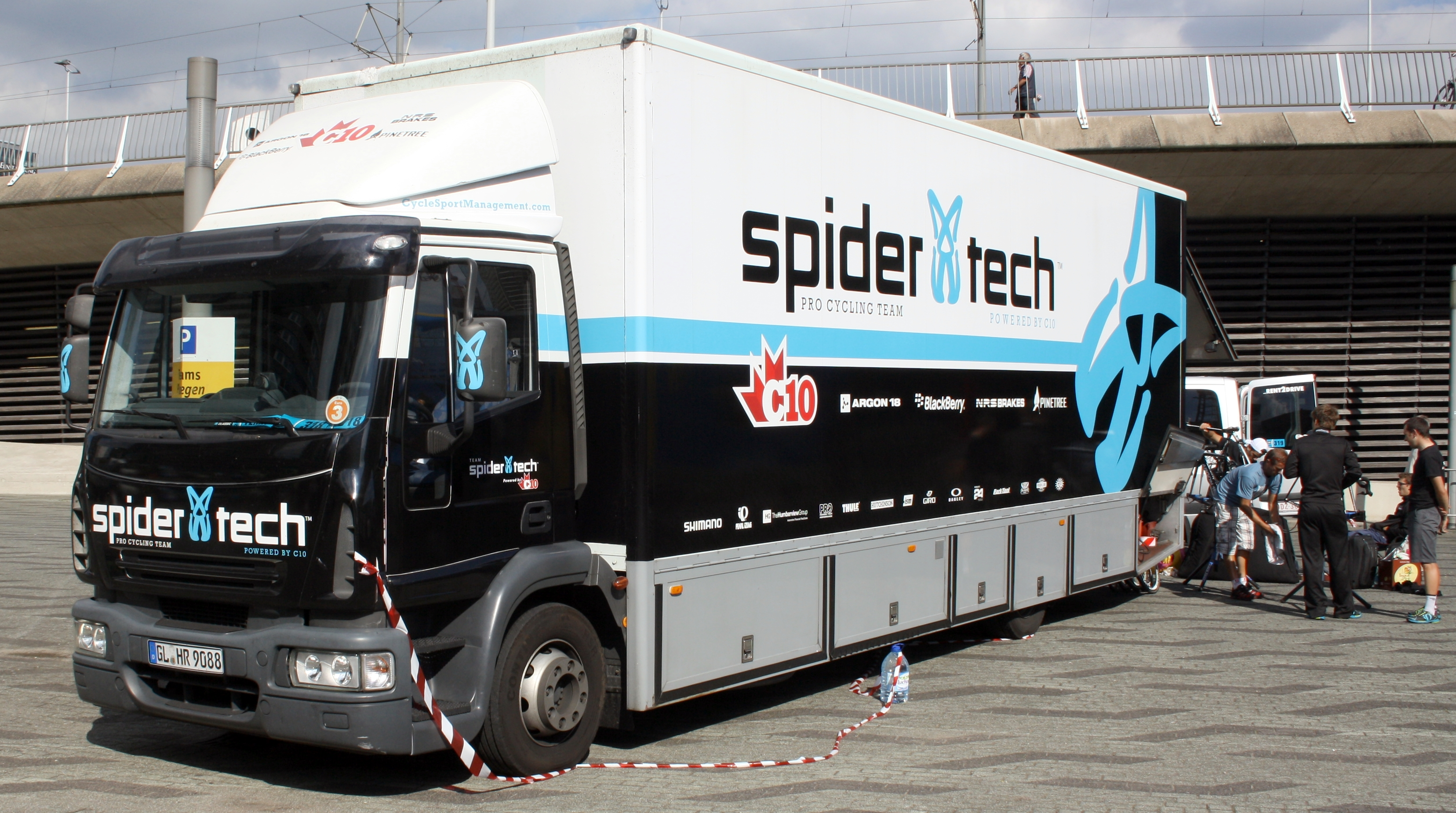
Vehicle d'assistència

L'equip participa en les proves dels circuits continentals i principalment en les curses del calendari de l'UCI Amèrica Tour. Aquesta taula presenta les classificacions de l'equip als circuits, així com el seu millor corredor en la classificació individual.
UCI Amèrica Tour
| Temporada | Classificació per equips | Millor ciclista en la classificació individual |
| --------- | ------------------------ | ---------------------------------------------- |
| 2008      | 17è                      | Ryan Roth (67è)                                |
| 2009      | 4t                       | Kevin Lacombe (20è)                            |
| 2010      | 2n                       | Ryan Roth (34è)                                |
| 2011      | 6è                       | Svein Tuft (21è)                               |
| 2012      | 9è                       | François Parisien (7è)                         |

UCI Europa Tour
| Temporada | Classificació per equips | Millor ciclista en la classificació individual |
| --------- | ------------------------ | ---------------------------------------------- |
| 2010      | 62è                      | Guillaume Boivin (174è)                        |
| 2011      | 48è                      | Svein Tuft (159è)                              |
| 2012      | 33è                      | Guillaume Boivin (47è)                         |

UCI Oceania Tour
| Temporada | Classificació per equips | Millor ciclista en la classificació individual |
| --------- | ------------------------ | ---------------------------------------------- |
| 2010      | 10è                      | Guillaume Boivin (14è)                         |